# Campiglia dei Berici
Pour les articles homonymes, voir Campiglia.
Campiglia dei Berici est une commune italienne de la province de Vicence dans la région Vénétie en Italie. Sur le territoire de la commune se trouve la Villa Repeta, une villa veneta

## Administration
| Période                                  | Période | Identité | Étiquette | Qualité |
| ---------------------------------------- | ------- | -------- | --------- | ------- |
|                                          |         |          |           |         |
| Les données manquantes sont à compléter. |         |          |           |         |

### Communes limitrophes
Agugliaro, Albettone, Noventa Vicentina, Sossano
Agugliaro, Albettone, Noventa Vicentina, Sossano, Montagnana